# NGC 1594
NGC 1594 je galaksija u zviježđu Eridanu.

## Vanjske poveznice
- SEDS: NGC 1594